# Emilio Sánchez
Emilio Angel Sanchez Vicario (Madrid, 29 maggio 1965) è un ex tennista spagnolo.
È fratello maggiore di altri due ex tennisti professionisti, Javier e Arantxa.

## Carriera
Specialista della terra rossa e del doppio, ha vinto per 3 volte un torneo del Grande Slam nel doppio maschile - Roland Garros con Andrés Gómez e US Open con Sergio Casal nel 1988, di nuovo il Roland Garros nel 1990 sempre con Casal. Poi si era invece imposto nella specialità del doppio misto 2 volte: al Roland Garros in coppia con Pam Shriver e agli US Open con Martina Navrátilová.
Ha fatto a lungo parte della squadra spagnola di Coppa Davis, che ha anche guidato come capitano non giocatore per tre anni portandola alla conquista del trofeo nel nell'edizione del 2008. Ha conquistato la medaglia d'argento nel doppio per la Spagna alle Olimpiadi di Seoul del 1988 in coppia con il compagno storico Casal.
Complessivamente in carriera ha vinto 72 tornei, 15 in singolare, 55 in doppio e 2 in doppio misto.

## Singolare

### Vittorie (15)
| Numero | Data              | Torneo                                             | Superficie  | Avversario in finale   | Punteggio                  |
| 1.     | 21 aprile 1986    | Open de Nice Côte d'Azur, Nizza                    | Terra rossa | Paul McNamee           | 6–1, 6–3                   |
| 2.     | 12 maggio 1986    | BMW Open, Monaco di Baviera                        | Terra rossa | Ricki Osterthun        | 6–1, 6–3                   |
| 3.     | 28 luglio 1986    | Swedish Open, Båstad                               | Terra rossa | Mats Wilander          | 7–6(5), 4–6, 6–4           |
| 4.     | 13 luglio 1987    | Allianz Suisse Open Gstaad, Gstaad (1)             | Terra rossa | Ronald Agénor          | 6–2, 6–3, 7–6(5)           |
| 5.     | 20 luglio 1987    | ATP Bordeaux, Bordeaux                             | Terra rossa | Ronald Agénor          | 5–7, 6–4, 6–4              |
| 6.     | 10 agosto 1987    | Interwetten Austrian Open Kitzbühel, Kitzbühel (1) | Terra rossa | Miloslav Mečíř         | 6–4, 6–1, 4–6, 6–1         |
| 7.     | 21 settembre 1987 | Mutua Madrileña Madrid Open, Madrid                | Terra rossa | Javier Sánchez         | 6–3, 3–6, 6–2              |
| 8.     | 1º agosto 1988    | Dutch Open, Hilversum                              | Terra rossa | Guillermo Pérez Roldán | 6–3, 6–1, 3–6, 6–3         |
| 9.     | 7 agosto 1989     | Interwetten Austrian Open Kitzbühel, Kitzbühel (2) | Terra rossa | Martín Jaite           | 7–6(1), 6–1, 2–6, 6–2      |
| 10.    | 8 gennaio 1990    | Wellington Classic, Wellington                     | Cemento     | Richey Reneberg        | 6(3)–7, 6–4, 4–6, 6–4, 6–1 |
| 11.    | 9 aprile 1990     | Estoril Open, Estoril                              | Terra rossa | Franco Davín           | 6–3, 6–1                   |
| 12.    | 15 aprile 1991    | Torneo Godó, Barcellona                            | Terra rossa | Sergi Bruguera         | 6–4, 7–6(7), 6–2           |
| 13.    | 20 maggio 1991    | Internazionali d'Italia, Roma                      | Terra rossa | Alberto Mancini        | 6–3, 6–1, 3–0, rit.        |
| 14.    | 15 luglio 1991    | Allianz Suisse Open Gstaad, Gstaad (2)             | Terra rossa | Sergi Bruguera         | 6–1, 6–4, 6–4              |
| 15.    | 13 gennaio 1992   | Medibank International Sydney, Sydney              | Cemento     | Guy Forget             | 6–3, 6–4                   |

## Finali di doppio nei Tornei del Grande Slam (4)

### Vittorie (3)
| Anno | Torneo Grande Slam  | Partner      | Avversari in finale           | Punteggio          |
| 1988 | Open di Francia     | Andrés Gómez | John Fitzgerald Anders Järryd | 6–3, 6–7, 6–4, 6-3 |
| 1988 | US Open             | Sergio Casal | Rick Leach Jim Pugh           | Rit.               |
| 1990 | Open di Francia (2) | Sergio Casal | Goran Ivanišević Petr Korda   | 7-5, 6-3           |

### Sconfitte in finale (1)
| Anno | Torneo Grande Slam | Partner      | Avversari in finale     | Punteggio               |
| 1987 | Wimbledon          | Sergio Casal | Ken Flach Robert Seguso | 3-6, 6-7, 7-6, 6-1, 6-4 |